# 琴源水库
琴源水库是中国福建省三明市清流县赖坊镇境内的一座水库，位于琴源溪上，建于1979年。水库正常库容为1190万立方米，集雨面积为28平方千米，海拔为580米。